# Peter Pontén
Peter Pontén, född 16 juli 1779 i Vederslöv, död 11 december 1860 i Linneryd, var en svensk präst. Han var kyrkoherde i Linneryds pastorat i Växjö stift, filosofie jubelmagister och kontraktsprost. Han tillhörde släkten Pontén från Småland och var son till stamfadern Petrus Pontén och Rebecka Widegren. Han var också bror till prästerna Johan och Anders Daniel Pontén. Han gifte sig 1809 med Hedvig Elisabet Grapengiesser (1784–1872). Peter Ponténs gren av släkten levde vidare genom sonen Pehr August Pontén (1818–1898), poststationsföreståndare i Linneryd, åtminstone till 1999 då Pehr Augusts sondotter konstnären Alva Pontén avled vid 101 års ålder som den sista ättlingen på grenen, född med namnet Pontén.